# Epifanije Salaminski
Epifanije Salaminski (grč. Ἐπιφάνιος) (oko 310./320. – 403.) bio je biskup Salamine na Cipru te je slavljen kao svetac u katoličanstvu i pravoslavlju. 
Rođen je u obitelji Grka, u Besanduku blizu Eleuteropolua (danas Beit Guvrin, Izrael) te je živio u Egiptu kao redovnik. U Palestinu se vratio oko 333. te je osnovao samostan u Adu. Znao je hebrejski, sirski, egipatski, grčki i latinski te je stoga zvan Pentaglossis — „onaj od pet jezika”. Poslije — 365./367. — postao je biskup Salamine.
Njegovo je najpoznatije djelo Panarion (Adversus Haereses), u kojem je spomenuo 80 hereza, napisavši da su „majke hereza” „barbarizam, skitizam, helenizam i židovstvo”. Spomenuo je svog neprijatelja Origena, kao i ebionite, koji su slijedili židovske vjerske propise.
Značajno je i njegovo djelo "O utezima i mjerama" (περὶ μέτρων καὶ στάθμων) između ostaloga zbog napomene o Hadrijanovoj izgradnji Aelije Capitoline na mjestu porušenog Jeruzalema 47 godina nakon uništenja grada i Hrama. Ovaj je podatak od koristi kod nastojanja rekonstruiranja Bar Kohbina ustanka, o kojem je povijesnih izvora malo, a jedno od neodgovorenih pitanja je je li Hadrijan uveo protužidovske mjere prije ili nakon ustanka (135.). Prema Epifaniju to je bilo prije, odnosno 117.